# Carex cercidascus
Espèce
Classification phylogénétique
Carex cercidascus est une espèce de plantes du genre Carex et de la famille des Cyperaceae.